# Timeu de Antioquia
Timeu de Antioquia († 277) foi bispo de Antioquia entre 273 e 277 ou 282, sucessor de Dono I de Antioquia.

## Vida e obras
Eusébio de Cesareia nos diz em sua História Eclesiástica (VII.32) que Timeu assumiu entre Dono e Cirilo. Seu mandato durou quatro anos e pouco se sabe sobre a sua vida.